# Karl Peter Buttler
Karl Peter Buttler (* 26. Oktober 1942 in Frankfurt am Main; † 23. Dezember 2018 ebenda) war ein deutscher Botaniker, Ökologe, Systematiker und insbesondere ein Experte auf dem Gebiet der Orchideen. Von Karl Peter Buttler stammen u. a. die Erstbeschreibungen der beiden Orchideen-Arten Ophrys aymoninii und Ophrys holoserica subsp. apulica sowie von Draba dolomitica und Viola wittrockiana. Sein Autorenkürzel ist Buttler.

## Leben
Karl Peter Buttler studierte Biologie, von 1961 bis 1963 an der Johann Wolfgang Goethe-Universität Frankfurt am Main und anschließend an der Ludwig-Maximilians-Universität München. 1967 promovierte er in München in der Arbeitsgruppe von Hermann Merxmüller mit einer Studie über „Zytotaxonomische Untersuchungen an mittel- und südeuropäischen Draba-Arten“. Danach wurde er u. a. bis 1978 als wissenschaftlicher Assistent am Institut für Systematische Botanik der Universität München beschäftigt. In den folgenden Jahren arbeitete er bis kurz vor seinem Tod im Jahr 2018 als freiberuflicher Botaniker und Sachbuchautor in Frankfurt am Main und Offenbach am Main.
Buttler sammelte zahlreiche Pflanzen als Belege für diverse Herbarien; allein das Frankfurter Herbarium der Senckenberg Gesellschaft für Naturforschung weist 40.000 seiner Herbarbelege vor allem aus dem Mittelmeerraum, aus Deutschland (mit Schwerpunkt Hessen) und aus Skandinavien nach (Stand: Januar 2021). Ferner war er in Zusammenarbeit mit Michael Thieme Hauptautor der Florenliste von Deutschland, einer im Internet frei verfügbaren Übersicht über die Gesamtheit aller in Deutschland vorkommenden Gefäßpflanzen-Arten. Die Nomenklatur dieser „Standardliste“ wurde u. a. dem Standardwerk Rothmaler: Exkursionsflora von Deutschland zugrunde gelegt.
Buttler ist Hauptautor der aktualisierten „Liste der Gefäßpflanzen Deutschlands“, die im Dezember 2018 in Zusammenarbeit mit dem Bundesamt für Naturschutz (BfN) publiziert wurde.
Gemeinsam mit anderen Botanikern war er 1997 und 2008 Coautor der dritten und vierten Fassung der Roten Liste der Farn- und Samenpflanzen Hessens und verantwortlich für deren Florenliste.

## Publikationen (Auswahl)

### Bücher
- Orchideen. Die farbigen Naturführer. Time Life, Fairfax (Virginia) und New York City 2002.
- Namensverzeichnis zur Flora der Farn- und Samenpflanzen Hessens. 1. Fassung. Botanische Vereinigung für Naturschutz in Hessen, Frankfurt am Main 1993.
- Field Guide to Orchids of Britain and Europe. Crowood Press, Marlborough (Wiltshire), 1991.
- Mein Hobby: Pflanzen kennenlernen. BLV Buchverlag, München 1990, ISBN 978-3-40512823-4.
- mit Gunter Steinbach (Hrsg.): Steinbachs Naturführer: Orchideen. Mosaik Verlag, 1986, ISBN 978-3-57604403-6.
- Orchideen. Die wildwachsenden Arten und Unterarten Europas, Vorderasiens und Nordafrikas. Bertelsmann-Club, Kornwestheim 1986 / Deutsche Buch-Gemeinschaft, Darmstadt 1986.
- mit diversen anderen: Pflanzen des Mittelmeerraumes. Mosaik Verlag, München 1986.
- Mein Hobby: Pflanzen kennenlernen. Botanisieren und Geländebeobachtungen. BLV Naturführer, BLV Buchverlag, München 1983.
- als Übersetzer: John Seymour's Gartenbrevier. Christian-Verlag, München 1980.

### Fachveröffentlichungen
- Orchis elegans Heuffel in Hessen! In: Hessische Floristische Briefe. Band 13, Nr. 145, 1964, S. 1–3.
- Zytotaxonomische Untersuchungen an mittel- und südeuropäischen Draba-Arten. In: Mitteilungen der botanischen Staatssammlung München. Band 6, 1967, S. 275–362. Zugleich Diss. nat, München 1967.
- Draba dolomitica Buttler, eine übersehene Art der Dolomiten und der Brenneralpen. Merkmale – Verbreitung – Verwandtschaft. In: Mitteilungen der botanischen Staatssammlung München. Band 8, 1969, S. 539–566.
- Die Ophrys-ciliata (speculum)-Gruppe, eine Neubewertung (Orchidaceae: Orchideae). In: Jahresberichte des Naturwissenschaftlichen Vereins Wuppertal. Band 36, 1983, S. 37–57.
- Taxonomy of Orchidaceae tribus Orchideae, a traditional approach. In: Journal Europäischer Orchideen. Band 33, Nr. 1, 2001, S. 7–32, Volltext (PDF)
- mit Ralf Hand: Liste der Gefäßpflanzen Deutschlands. In: Kochia. Beiheft 1, 2008, S. 1–107.
- Revision von Platanthera bifolia sensu lato. Taxonomisch-nomenklatorische Neubewertung des Formenkreises um die Weiße Waldhyazinthe. In: Jahresberichte der Wetterauischen Gesellschaft für die gesamte Naturkunde zu Hanau. Band 159–161, 2012, S. 93–108, Volltext (PDF)
- Karl Peter Buttler, Rudolf May, Detlev Metzing: Liste der Gefäßpflanzen Deutschlands. Florensynopse und Synonyme. In: BfN-Skripten Band 519, 2018, S. 1–286, Volltext (PDF) und Excel-Liste in ZIP-Datei

## Belege
1. ↑  Wir trauern um Karl Peter Buttler. (Memento vom 12. Januar 2019 im Internet Archive)
2. 1 2   Index Collectorum Herbarii Senckenbergiani (FR), S. 25. Zuletzt abgerufen am 2. Mai 2022.
3. ↑  Florenliste von Deutschland. Zuletzt abgerufen am 2. Mai 2022.
4. ↑  Eckehart J. Jäger: Rothmaler: Exkursionsflora von Deutschland. Gefäßpflanzen, Grundband. 21. Auflage, Springer Spektrum, Berlin und Heidelberg 2017, S. 14, ISBN 978-3-662-49707-4.
5. ↑   Karl Peter Buttler, Rudolf May, Detlev Metzing: Liste der Gefäßpflanzen Deutschlands. Florensynopse und Synonyme. In: BfN-Skripten 519, S. 1–286, ISBN 978-3-89624-256-3.
6. ↑  Rote Liste der Farn- und Samenpflanzen Hessens. 4. Fassung.

| Personendaten    | Personendaten                             |
| ---------------- | ----------------------------------------- |
| NAME             | Buttler, Karl Peter                       |
| KURZBESCHREIBUNG | deutscher Botaniker und Orchideen-Experte |
| GEBURTSDATUM     | 26. Oktober 1942                          |
| GEBURTSORT       | Frankfurt am Main                         |
| STERBEDATUM      | 23. Dezember 2018                         |
| STERBEORT        | Frankfurt am Main                         |